# Лампрофир
Лампрофири су диашистне стене, улавном жичне. Јављају се као пратиоци разних интрузива, најчешће гранита, сијенита, гранодиорита. Ове стене су знатно богатије бојеним минералима од матичне стене. 
Лампрофири настају кристализацијом растопа богатог водом и уз извесну асимилацију са околним стенама. Структуре су панидиоморфно зрнасте или порфирске, при чему су светли састојци обично ситнозрнији и повучени су у основну масу.
Најчешћи представници ове групе су:
1. минета, изграђена од ортокласа и биотита,
2. керсантит, изграђен од андезина и биотита,
3. спесартит, изграђен од андезина и хорнбленде.

Минета је тамномрке или зелено-мрке боје. Углавном је порфирске структуре, са фенокристалима биотита у ортокласној кристалној основи. Ова стена може бити и порфироидне, па и зрнасте структуре. Неотпорна је према утицају атмосферилија, па брзо прелази у растреситу трошну масу.
Керсантит је жична стена тамнозелене боје, која се јавља у жицама или мањим масама. Изграђена је од интермедијарног плагиокласа (андезина) и биотита. Уз биотит се често јавља и аугит, а каткад и хорнбленда и оливин. Ако се уместо биотита појави хорнбленда, стена се назива спесартит. И керсантит и спесартит лако подлежу површинском распадању, услед обиља бојених састојака.
Карбонатити су магматске стене у којима се као битни састојци (до 50% стене) јављају карбонатни минерали. Могу бити плутонске и изливне стене. Од карбоната се најчешће јављају калцит (стена је совил), потом доломит, сидерит или други карбонати. Често је у овим стенама висок садржај апатита и алкалних пироксена.